# Stadion w Türkmenabacie
Türkmenabat Stadium – wielofunkcyjny stadion w Türkmenabacie w Turkmenistanie. Może pomieścić 10 000 widzów. Jest domową areną klubu Lebap Türkmenabat grającego w lidze Ýokary Liga.